# 四川糖芥
四川糖芥（学名：Erysimum benthamii）是十字花科糖芥属的植物，为中国的特有植物。分布在中国大陆的西藏、云南、四川等地，生长于海拔2,900米至3,850米的地区，多生长在山坡岩石边及灌丛中，目前尚未由人工引种栽培。

## 异名
- Erysimum szechuanense O. E. Schulz